# Heroes and Husbands
Heroes and Husbands è un film muto del 1922 diretto da Chet Withey (Chester Withey)

## Trama
Susanne Danbury è innamorata di Walter Gaylord e, con lui, viene invitata a passare il fine settimana a casa di Hugh Bemis, il suo editore. Pure la moglie di Bemis ama Gaylord. Mentre nella residenza viene messa in scena una commedia, Susanne spara a Bemis con un'arma che lei credeva caricata a salve. La giovane verrà scagionata quando le indagini dimostreranno che il colpo, che era destinato a Gaylord, era stato manomesso da Martin Tancray.

## Produzione
Il film fu prodotto dalla B.P. Schulberg Productions (come Preferred Pictures).

## Distribuzione
Distribuito dalla Associated First National Pictures, il film - presentato da B.P. Schulberg - uscì nelle sale cinematografiche USA il 21 agosto 1922. In Francia, venne distribuito il 29 febbraio 1924 con il titolo L'Eau qui dort.
Non si conoscono copie ancora esistenti della pellicola che viene considerata presumibilmente perduta.